# Tennista
Tennista è colui, donna o uomo, che pratica tennis da giocatore professionista e dilettante.
Un buon tennista si distingue per la sua completezza in relazione a quattro fattori diversi ossia fisico, tecnico, tattico e mentale: quest'ultimo è probabilmente il più complicato da gestire e sviluppare, in quanto solo disputando tante partite s'impara a controllare la tensione, le proprie sensazioni ed emozioni.
Quasi tutti i giocatori e giocatrici delle prime dieci posizioni in classifica mondiale sono seguiti infatti da un gruppo di collaboratori, che comprende, oltre all'allenatore principale, uno psicologo,  allenatori specializzati che si occupano di colpi specifici e impostazione tattica in campo, un nutrizionista, un preparatore atletico, un fisioterapista, un osteopata, un massaggiatore e un procuratore sportivo: tutti i collaboratori dei giocatori professionisti sono regolarmente assunti e stipendiati quindi i migliori tennisti praticamente svolgono un ruolo simile a un dirigente di una piccola azienda con una dozzina di dipendenti dunque trattasi di una situazione molto diversa dagli atleti professionisti che sono ingaggiati da società sportive negli sport di squadra.

## Strategia e schemi
In linea ideale la tattica di gioco varia in funzione delle caratteristiche o colpi dei tennisti, dipendenti a loro volta da tecnica, fisico e tenuta mentale; sempre in linea ideale schemi e tattica, studiati a tavolino, variano anche in funzione dell'avversario e del tipo di superficie di gioco (veloce o lenta). Tra i colpi a cui ricorre una strategia, tattica o schema si ricordano:
- colpo di anticipo: tutti i colpi possono essere ottenuti per anticipo sulla palla ovvero colpendola avanti (con o meno topspin o dall'alto verso il basso) rispetto alla posizione del corpo, pur con il corpo spostato lateralmente a destra o sinistra, permettendo di appoggiarsi sui colpi dell'avversario. È utilizzato soprattutto nella risposta al servizio dell'avversario e per comandare il gioco. In genere un colpo con anticipo è meno soggetto a errore;
- colpo profondo: in generale tanto più il colpo è profondo e veloce ovvero diretto nella seconda metà di campo, tanto maggiore è la difficoltà e minore l'efficacia della risposta dell'avversario. Variando la profondità del colpo, oltre che l'angolazione, si ottengono buoni risultati riuscendo a far avanzare o arretrare l'avversario;
- colpo mascherato: tutti i colpi possono essere abilmente più o meno mascherati in fase di preparazione nella loro direzione finale da imprimere alla palla in modo da non permettere la lettura a distanza del movimento e/o dell'impatto di essi da parte dell'avversario;
- colpo difensivo: è giocato come difesa da un colpo di attacco dell'avversario e mira a reinviare la palla al di là della propria metà campo, possibilmente nella maniera più sfavorevole possibile per l'avversario;
- colpo di attacco: è un colpo giocato dopo uno scambio più o meno lungo, mirato a mettere in difficoltà l'avversario prima di tentare un vincente (es. accelerazione di diritto o rovescio). Può diventare un vincente se l'avversario non riesce a contrastarlo;
- colpo vincente: è un colpo di chiusura di uno scambio, messo a segno (positivamente o negativamente) dopo un colpo di attacco e un colpo difensivo;
- contropiede: è un colpo di dritto o rovescio tirato nella direzione opposta in cui si sta muovendo il giocatore prendendolo in controtempo;
- variazioni di gioco: consiste nel cambiare spesso tipo di colpo, direzione, velocità e rimbalzo a terra;
- "braccino": indica un qualsiasi colpo, specie d'attacco, giocato male e con esito opposto per effetto della pressione psicologica indotta dallo scambio con l'avversario (es. doppio fallo al servizio). Il termine, usato nel tennis, è diventato di uso comune anche in altri ambiti sportivi per indicare una fragilità psicologica o paura di vincere anche temporanea in momenti cruciali di un incontro sportivo;
- errore non forzato: si tratta di un punto perso con la palla che finisce nella rete o fuori campo come esito di uno scambio nel quale l'errore stesso matura senza la pressione del colpo avversario risultando così un errore abbastanza gratuito; spesso è la somma degli errori non forzati a determinare l'esito della partita;
- break point: indica un punto che mette a segno un gioco sul servizio dell'avversario ed è considerato, a livelli medio-alti, un vantaggio in quanto è considerato più difficile di un gioco con il servizio a proprio favore.

## Impegno fisico
La pratica assidua del tennis espone l'apparato locomotore a rischio costante di infortuni. Più precisamente, nei professionisti gli infortuni sono da ascrivere ad elevati carichi di lavoro; mentre negli amatori, la maggior parte delle lesioni è imputabile a una scarsa tecnica di gioco e ad una inadeguata preparazione fisica. Quindi, un oculato allenamento è necessario per tutti i giocatori affinché i muscoli più impegnati si rafforzino per affrontare adeguatamente le competizioni. Le articolazioni dei tennisti maggiormente esposte a eventuali patologie per usura o affaticamento sono quelle di gomito, polso e spalla.
L'infortunio più conosciuto è quello chiamato gomito del tennista, ma denominato epicondilite, che consiste nell'infiammazione dell'articolazione del gomito, che è pesantemente coinvolto tutte le volte che il tennista deve colpire la palla: specialmente quando il giocatore vuole sfruttare la propria potenza nei turni al servizio per spingere e far rimbalzare la palla il più velocemente possibile con lo scopo di ottenere gli eventuali ace, ossia palle che neanche vengono toccate dalla racchetta del rivale.
Molto affaticate durante le gare sono pure le articolazioni di ambedue le ginocchia per gli scatti e le frenate improvvise vicino la rete nonché i veloci cambi di direzione per spostamenti repentini in avanti e dietro o a destra e sinistra. Pertanto legamento crociato anteriore e legamento crociato posteriore sono sottoposti a sforzi notevoli durante le partite quindi eventuali infortuni sono prevedibili pure in tali punti del fisico.
Negli anni passati si è ipotizzata una correlazione diretta tra la pratica del tennis e l'insorgenza e/o l'evoluzione di una scoliosi, malattia della colonna vertebrale che si presenta deviata lateralmente sul piano frontale associata a una rotazione delle vertebre. A oggi non esistono studi scientifici in grado di stabilire con esattezza una relazione di "causa ed effetto".Si è persuasi, tuttavia, che il tennis non possa in alcun modo influire sulla storia evolutiva di detta deformità anche in ragione del fatto che la scoliosi vera e propria non conosce una causa nota in oltre il 90% dei casi (eziologia ignota). Gli studi scientifici però sono pochi e scarsamente attendibili. Una ricerca recente di ISICO ha rilevato che il tennis non è pericoloso per la colonna vertebrale durante la crescita. Dunque scientificamente si può dichiarare che la supposta relazione tra pratica del tennis e insorgenza di scoliosi è una fandonia. Tuttavia tale ricerca, che mira a sfatare il tabù della nocività del tennis nella scoliosi, risulta piena di "falle" metodologiche e i risultati sono fuorvianti secondo alcuni saggisti.
Altra questione attentamente considerata dai medici per il benessere dei tennisti impegnati nell'attività agonistica è quella riguardante una corretta e regolare respirazione onde evitare patologie di tipo pneumotoracico: infatti molti tennisti, compresi campioni e campionesse durante le partite nell'atto di espirazione mentre colpiscono la palla, emettono rumori o gemiti dalla bocca per dare ritmo regolare alla loro respirazione e non restare in apnea, ma questa abitudine spesso infastidisce i tennisti rivali sui campi di gara, che si lamentano dei cosiddetti "urlatori" o "urlatrici" con gli arbitri poiché  tali rumori orali tolgono la concentrazione e confondono psicologicamente i giocatori che invece sono silenziosi quando gareggiano. La Federazione Internazionale Tennis invita tutti i giocatori a usare moderazione e buon senso nel rispetto dei tennisti poiché tale tecnica di respirazione viene adottata per tutelare la salute di molti giocatori, i quali però non devono volutamente esagerare per disturbare e infastidire i tennisti rivali durante le partite. Tra i campioni che adottavano o adottano tale tecnica di respirazione figurano Andre Agassi, Rafael Nadal, Carlos Alcaraz e tra le campionesse Monica Seles, Marija Šarapova, Viktoryja Azaranka: la russa Šarapova  spesso urlava superando i 101 decibel quindi emetteva un rumore uguale a una sirena di autovettura della polizia.
Un fastidio notevole, che può diventare un problema tale da costringere i tennisti a ritirarsi da una partita, è quello di vesciche e calli a mani (soprattutto quella usata per impugnare la racchetta) e a piedi: in quest'ultimo caso, si rende necessario utilizzare una scarpa di buona qualità, che ben si adatti al piede, con la tomaia foderata e, soprattutto, con la suola adeguata al tipo di superficie (terra, cemento o erba).

## Popolarità dei campioni
Le sfide tra i campioni, che stanno nelle prime posizioni della classifica mondiale, spesso risultano decisive per raggiungere o confermare "il numero uno"-"la numero uno" quindi le discussioni degli analisti e appassionati periodicamente si focalizzano su "i numeri uno" delle varie epoche per fare paragoni e tentare di stabilire chi sia stato il, o sia stata la, tennista più forte della storia, ma ogni esperto ha la propria opinione e mai è stata trovata l'unanimità. Infatti la federazione internazionale del tennis e le associazioni dei giocatori professionisti, uomini e donne, mai hanno organizzato sondaggi per assegnare eventuali premi a ipotetici G.O.A.T. ossia "greatest of all time" per il semplice motivo che è impossibile individuare il giocatore più forte di un gioco praticato su superfici di materiali differenti e che ha cambiato ripetutamente regolamento nonché tipo di racchette nel corso di oltre un secolo e mezzo, inoltre alla fine di ogni anno la I.T.F. decreta i campioni mondiali, che periodicamente non sono gli stessi di A.T.P. e W.T.A. poiché questi organismi tennistici usano diversi criteri di punteggi e valutazioni. Nel 2012 l'emittente televisiva statunitense Tennis Channel trasmise il programma 100 Greatest of All Time in cinque puntate designando una classifica con giocatori e giocatrici, tramite il giudizio di giornalisti specializzati e campioni di tennis del passato, ma tale classifica non è ufficialmente riconosciuta dalle varie organizzazioni tennistiche del mondo.